# Oceano Pacifico
L'Oceano Pacifico è la più vasta distesa d'acqua della Terra, sia per superficie sia per volume. Inizialmente noto come Mare del Sud, nel mondo occidentale fu scoperto da Vasco Núñez de Balboa solo nel 1513, poi ribattezzato da Magellano per via delle sue acque calme durante la spedizione che il navigatore portoghese intraprese nel 1519 e nella quale compì la prima circumnavigazione del globo.

## Descrizione

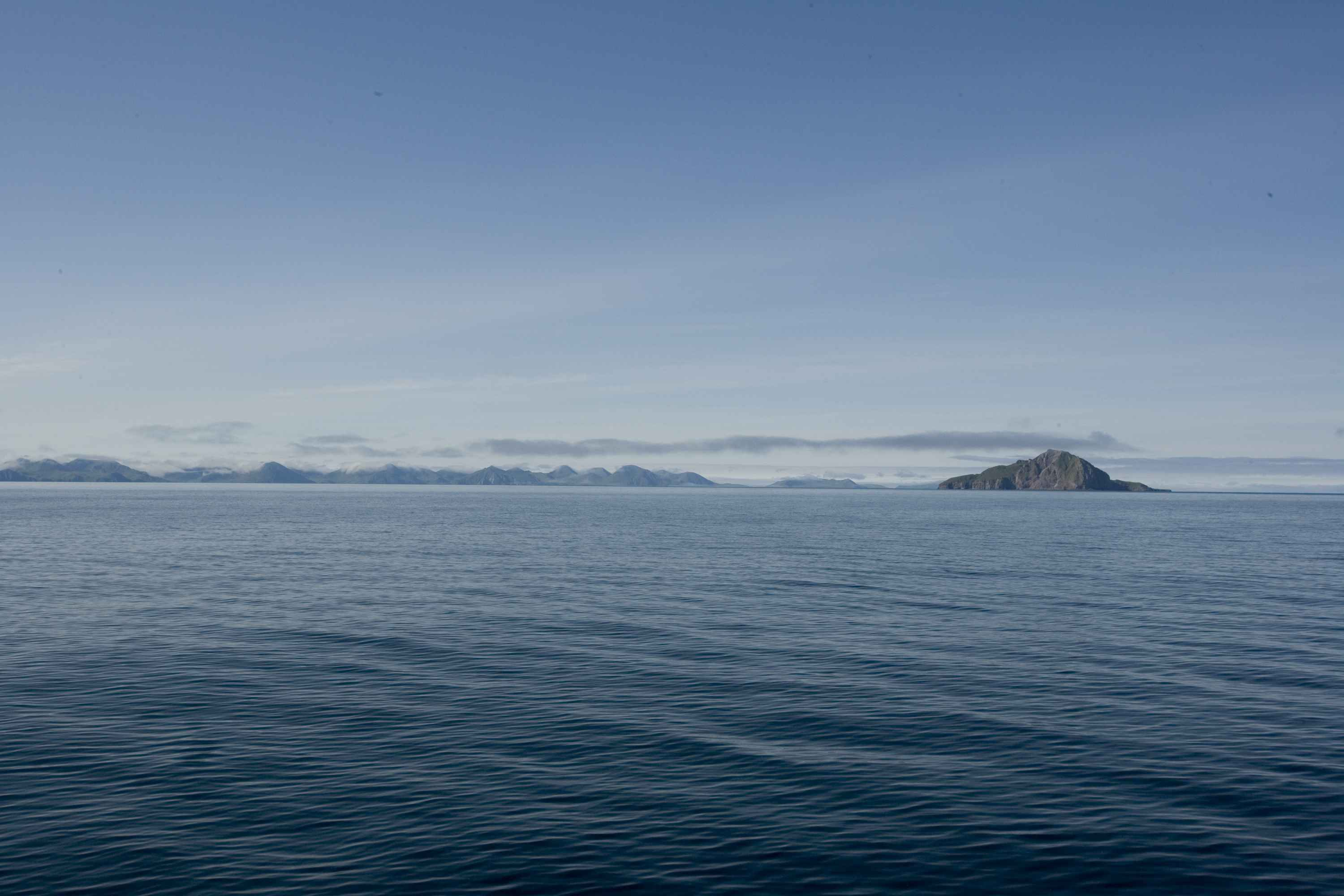
Isole Aleutine

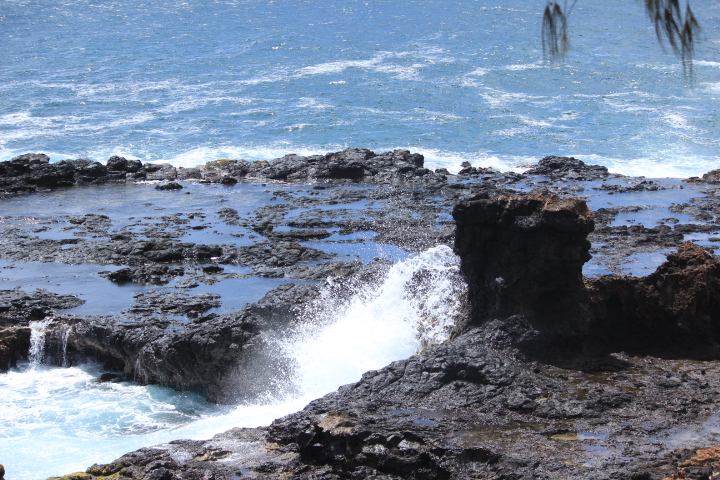
Isole Hawaii

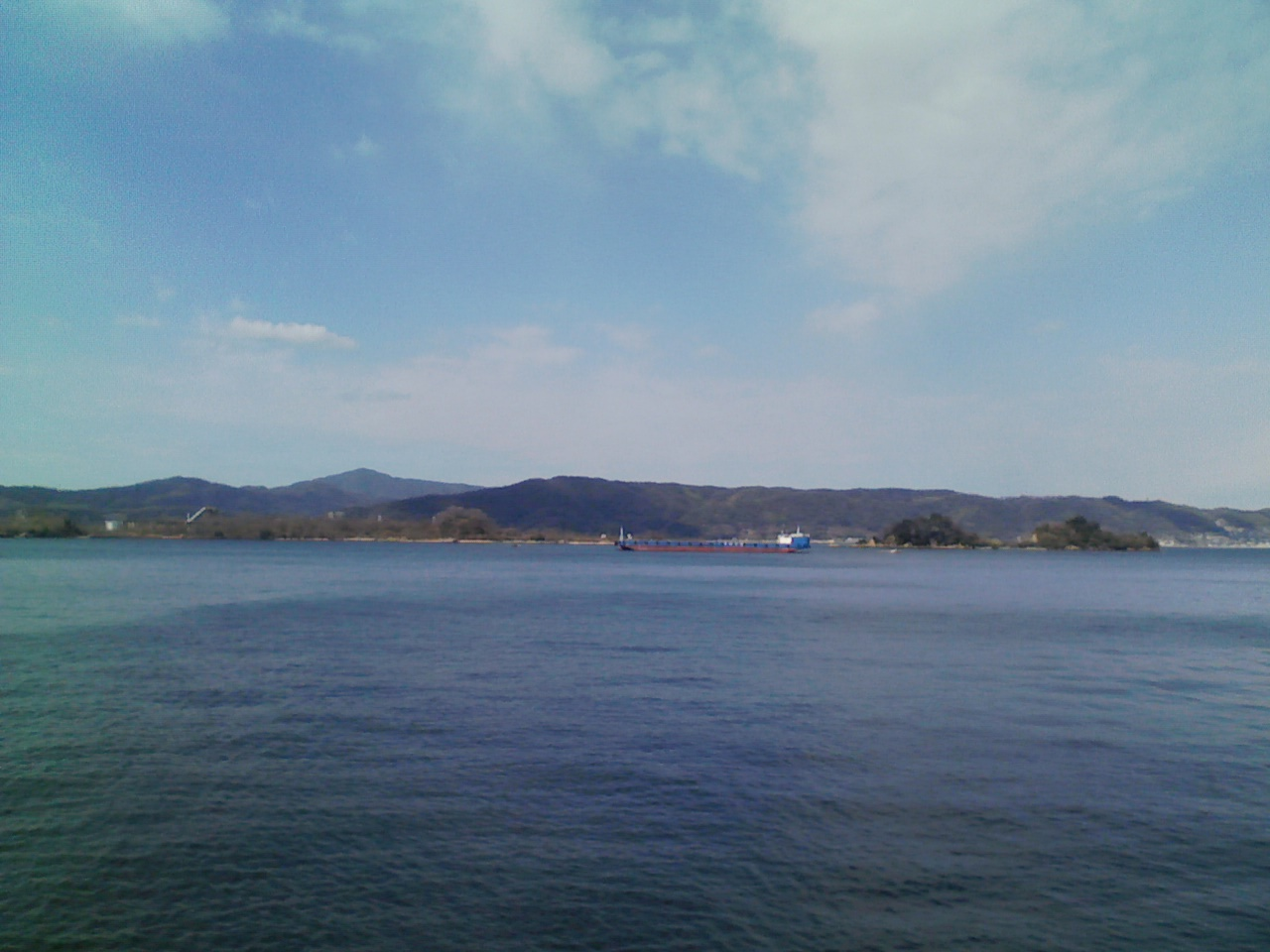
Mar del Giappone

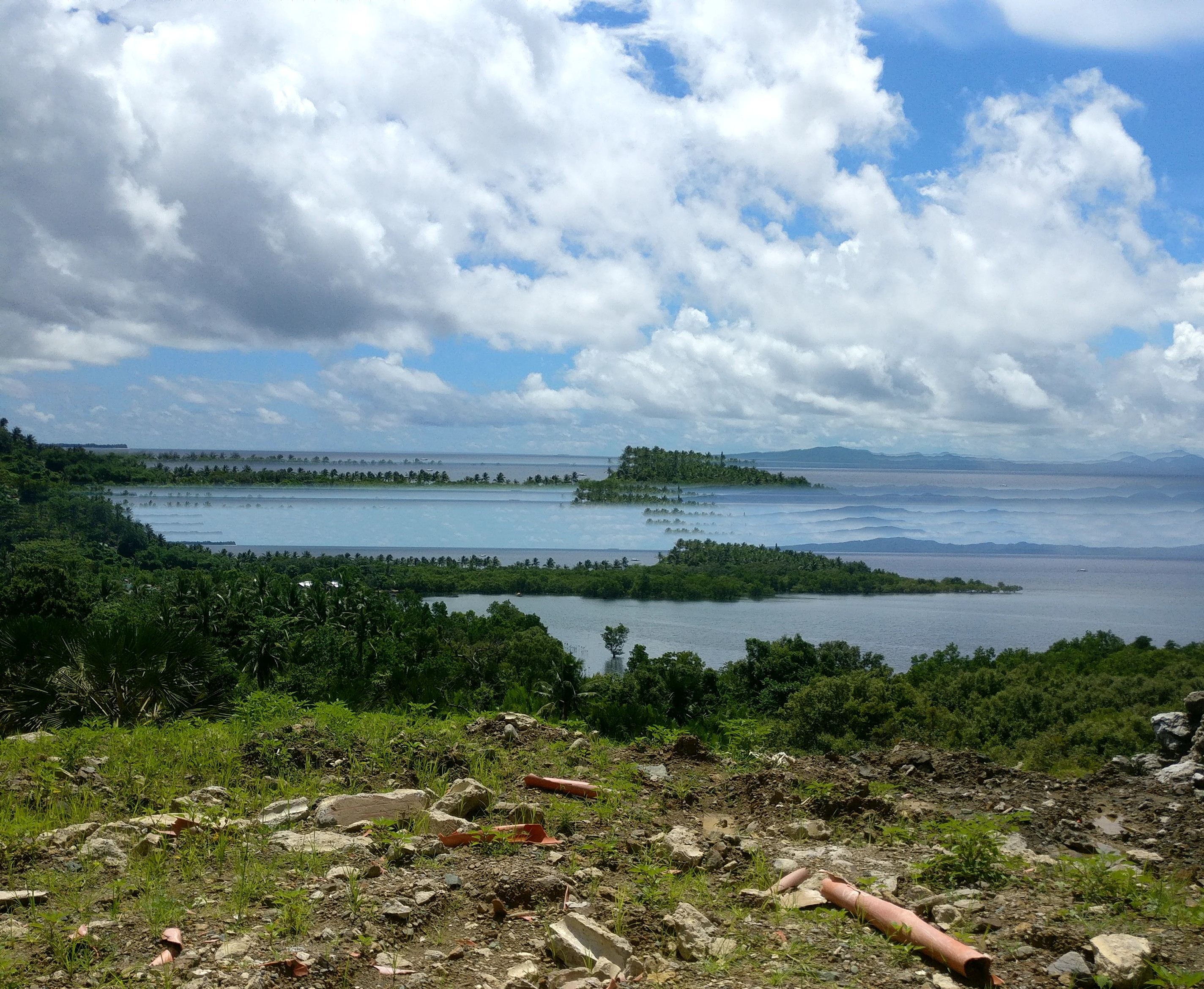
Mare delle Filippine

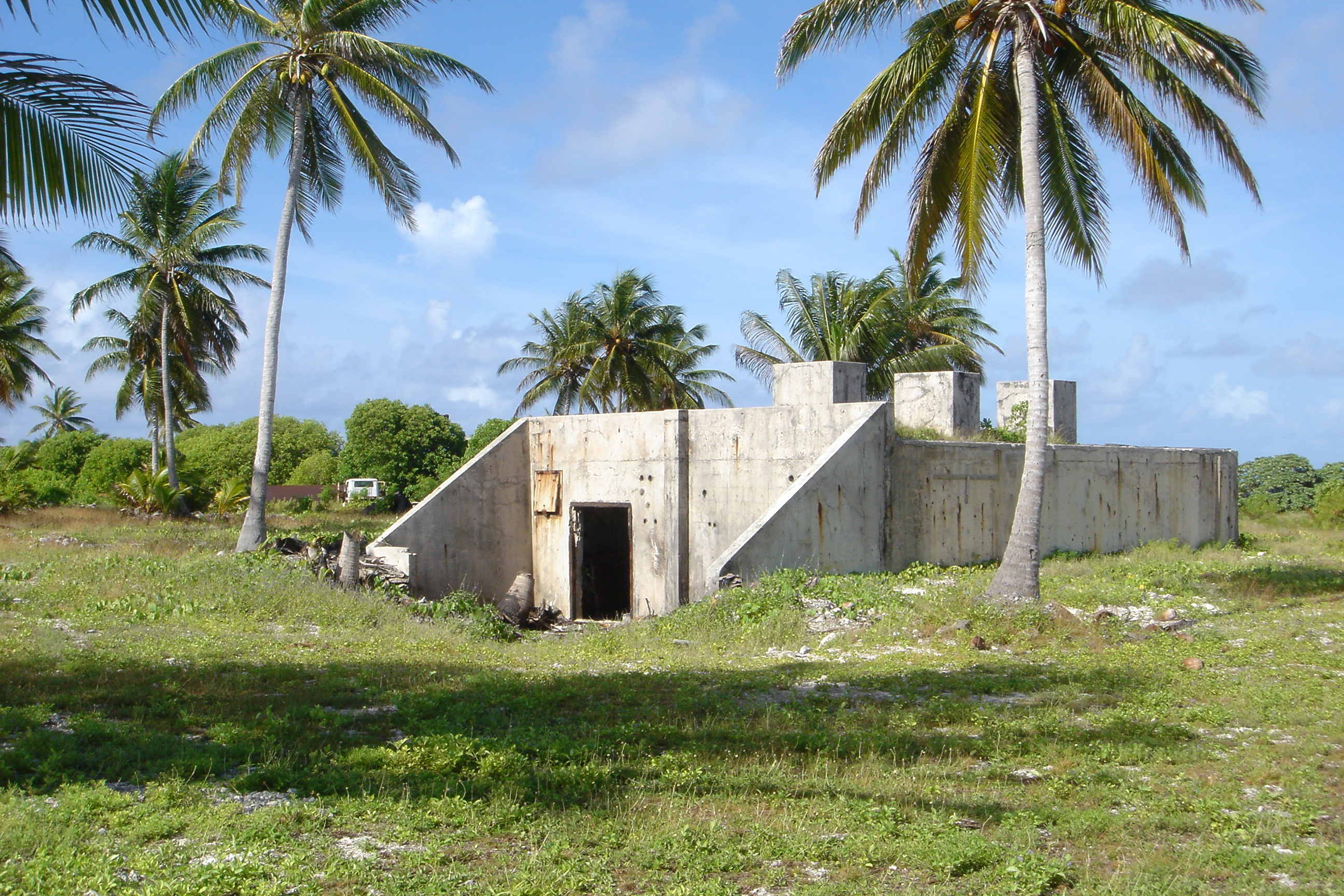
Isole Marshall
(Bikini - Micronesia)

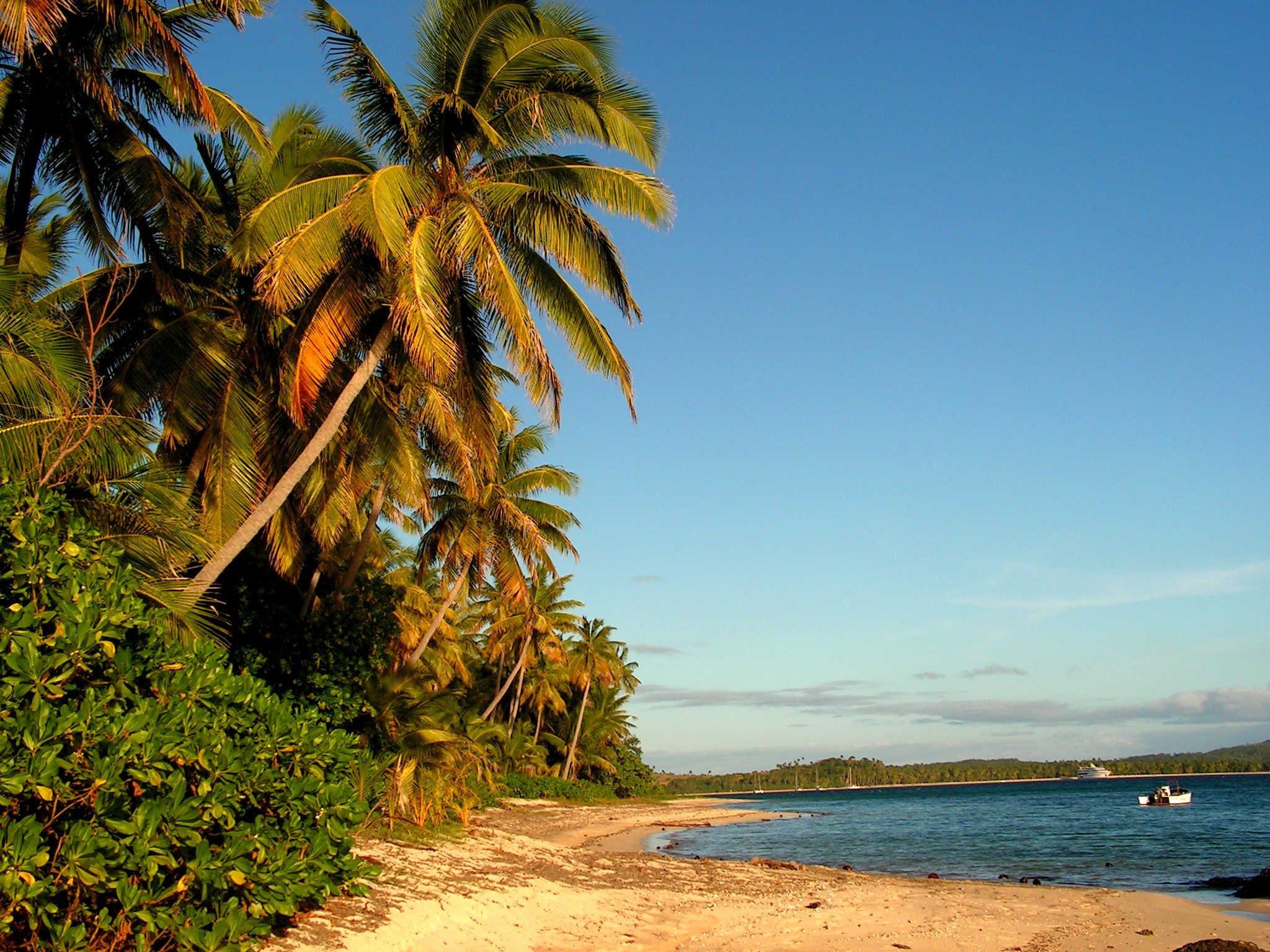
Isole Figi (Melanesia)

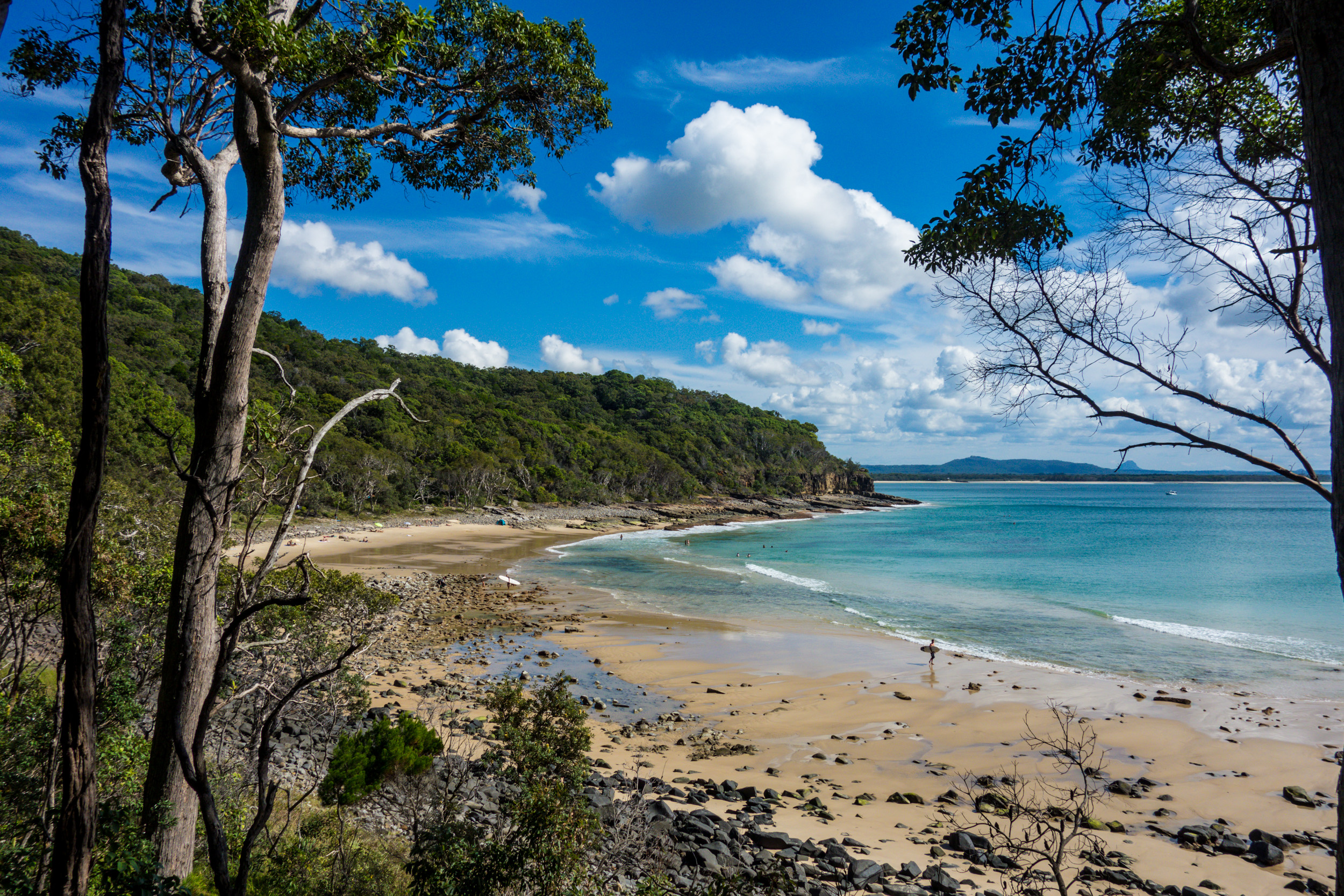
Australia

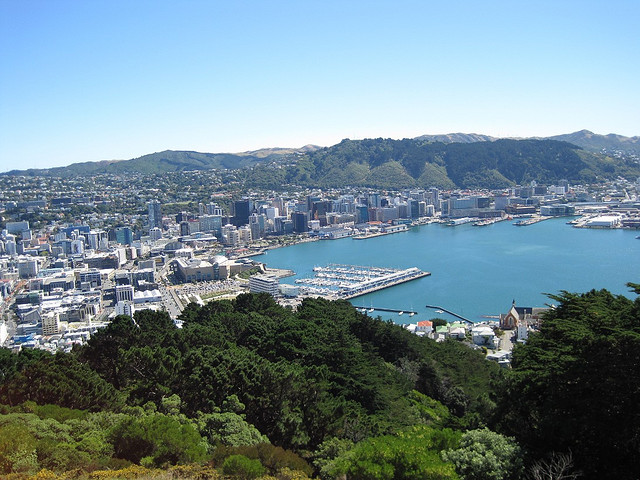
Nuova Zelanda (Wellington)

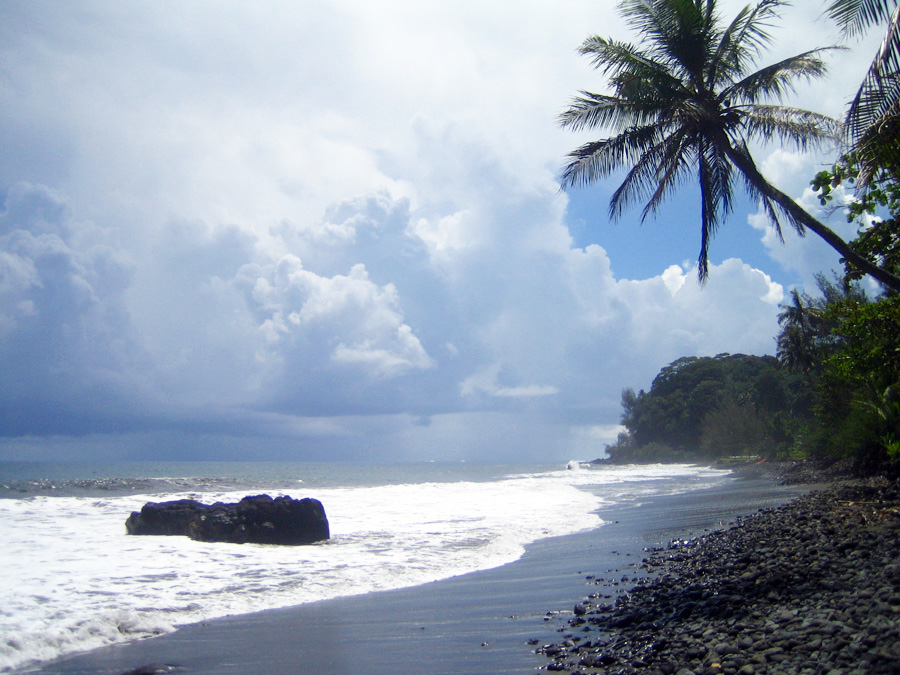
Tahiti (Polinesia francese)

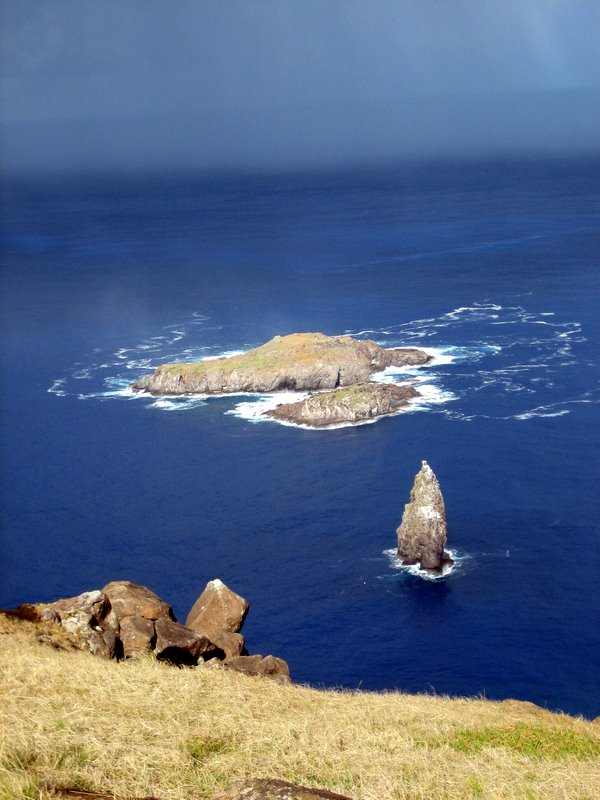
Isola di Pasqua

L'Oceano Pacifico occupa circa un terzo della superficie terrestre, con un'estensione di 179 milioni di km2. Si allunga da nord a sud per circa 15500 km, partendo e comprendendo il Mare di Bering nell'Artide fino ai margini ghiacciati del Mare di Ross nell'Antartide. La maggior larghezza in senso est-ovest viene raggiunta a circa 5 gradi di latitudine nord, con una distanza di 19 800 km dall'Indonesia alle coste della Colombia. Il luogo più basso della superficie terrestre si trova nel Pacifico, presso la fossa delle Marianne.

### Proprietà fisiche
La temperatura dell'acqua dell'Oceano Pacifico varia da poco più del punto di congelamento nelle zone polari fino a circa 29 °C vicino all'equatore. Anche la salinità varia con la latitudine. L'acqua vicina all'equatore è meno salata di quella alle medie latitudini, a causa delle abbondanti precipitazioni equatoriali durante tutto l'anno. Più a nord delle latitudini temperate la salinità torna a scendere.
La circolazione di superficie delle acque del Pacifico si svolge generalmente in senso orario nell'emisfero nord, e in senso antiorario nell'emisfero sud. La corrente Equatoriale Nord, guidata verso ovest alla latitudine 15° nord dai venti, gira verso nord vicino alle Filippine e parte delle sue acque si muovono a nord con il nome di corrente delle Aleutine, mentre il resto ritorna verso sud per riunirsi alla corrente Equatoriale Nord. La corrente delle Aleutine si divide quando raggiunge il Nord America e forma la base della circolazione in senso antiorario nel mare di Bering. Il suo braccio meridionale diventa la corrente della California, che si muove lentamente verso sud.
La corrente Equatoriale Sud, scorrendo verso ovest lungo l'equatore, si sposta verso sud a est della Nuova Guinea, gira a est alla latitudine di 50 gradi sud e si unisce alle correnti principali del Pacifico del Sud, tra cui la corrente circumpolare antartica che compie l'intero giro del globo. Quando si avvicina alle coste cilene, la corrente sudequatoriale si divide: un ramo sorpassa il Capo Horn e finisce nell'Atlantico, mentre l'altro gira a nord per formare la corrente di Humboldt in modo regolare.

### Confini e mari
Il passaggio tra Pacifico e Indiano segue convenzionalmente una linea che dalla Malaysia, passa per Sumatra, Giava, Timor, l'Australia a Capo Londonderry e Tasmania. Da qui, per il meridiano di Capo Sudest, il 147° E, raggiunge l'Antartide. Il Pacifico contiene circa 25 000 isole (più di quante ce ne siano in tutti gli altri oceani messi insieme), la maggior parte nell'emisfero sud. Lungo i bordi del Pacifico si trovano molti mari. I principali sono:
- a ovest:
  - Mar Cinese Orientale;
  - Mediterraneo Australasiatico[3]
    - Mar Cinese Meridionale;
    - Mar di Sulu;
    - Mar degli Alfuri;
    - Mar di Celebes;
    - Mar di Giava;
    - Mar di Banda;
    - Mar delle Molucche;
    - Mar di Timor;
    - Mar di Ceram;
    - Mar di Flores;
    - Mar di Bohol (o Mare di Mindanao);
    - Mar di Bali;
    - Mar di Sawu;
    - Mar di Halmahera;

  - Mar del Giappone;
  - Mar delle Filippine
  - Mar di Tasmania;
  - Mar dei Coralli;
  - Mar Giallo;
  - Mare di Ochotsk;
- a nord:
  - Mare di Bering.
- a est
  - Golfo di California
  - Golfo dell'Alaska
- a sud
  - Mare di Ross[4][5]

I bracci di mare che mettono in comunicazione l'oceano Pacifico con gli altri oceani sono:
- a ovest, lo stretto di Malacca, lo stretto della Sonda e il Mar di Timor lo uniscono con l'Oceano Indiano;
- a est, lo stretto di Magellano e lo stretto di Drake lo uniscono con l'Oceano Atlantico;
- a nord lo stretto di Bering lo unisce con il Mar Glaciale Artico, che è parte dell'Oceano Atlantico[6].

### Fondale oceanico
Il fondo oceanico del bacino centrale del Pacifico è relativamente uniforme, con una profondità media di 4270 m. Le irregolarità più grandi consistono in genere in montagne sottomarine estremamente ripide, con una cima piatta (guyot). La parte occidentale del fondale oceanico presenta "archi vulcanici" che emergono dalla superficie dell'acqua come raggruppamenti di isole (per esempio le isole Salomone, le Hawaii e la Nuova Zelanda), lunghi anche 3000 km; i rilievi che le compongono si elevano anche per un'altezza di 3 000 m rispetto al fondale oceanico adiacente.
Poiché il bacino idrografico del Pacifico è relativamente piccolo, e a causa dell'immensità di questo oceano, la maggior parte dei sedimenti sono di origine autogenica o pelagica. I sedimenti terrigeni, originatisi dall'erosione delle masse terrestri, sono confinati in zone limitate vicine alla terraferma, dove possono però raggiungere spessori notevoli, anche di migliaia di metri.

### Terraferma
L'estensione più grande di terra all'interno dell'Oceano Pacifico è il continente australiano, che ha un'area leggermente più piccola di quella dell'Europa. A una distanza di 3200 km, in direzione sudest, si trova il grande gruppo di isole della Nuova Zelanda.
Quasi tutte le altre isole del Pacifico si trovano tra 30 gradi di latitudine nord e 30 di latitudine sud, dall'Asia sudorientale all'Isola di Pasqua. Il resto del bacino del Pacifico non contiene in pratica terraferma. Il grande triangolo della Polinesia, che unisce le Hawaii, l'isola di Pasqua e la Nuova Zelanda, contiene al suo interno i gruppi delle Marchesi, le Samoa, Tonga. A nord dell'equatore e a ovest della linea di cambio di data si trovano le numerose piccole isole della Micronesia, incluse le Kiribati, le isole Caroline, le isole Marshall, e le isole Marianne. 
Nell'angolo sudovest del Pacifico si trovano le isole della Melanesia, dominate dalla Nuova Guinea. Altri gruppi importanti nella Melanesia includono le isole Bismarck, le Figi, la Nuova Caledonia, le isole Salomone e Vanuatu. Questa suddivisione in Polinesia, Micronesia e Melanesia, vecchia del 1831 (Jules Dumont d'Urville), non corrisponde alle realtà bio-geografiche: le due zone ora riconosciute dagli scienziati sono l'Oceania vicina e l'Oceania lontana, zone che corrispondono a realtà diverse dal punto di vista botanico, zoologico e anche umano e culturale.
Le isole del Pacifico sono di quattro tipi fondamentali: isole continentali, isole alte, barriere coralline, e piattaforme coralline rialzate. Le isole continentali si trovano fuori dalla linea dell'Andesite e includono la Nuova Guinea, le isole della Nuova Zelanda e le Filippine. Queste isole sono fisicamente associate con i continenti vicini. Le isole alte sono di origine vulcanica, e possono contenere dei vulcani attivi. Tra queste le Hawaii e le isole Solomon.
Gli altri due tipi di isole sono il risultato del lavoro dei coralli. Le barriere coralline sono strutture subacquee che sono state costruite dai coralli sopra la lava basaltica sotto la superficie dell'oceano. Una delle più grandi è la Grande barriera corallina, al largo dell'Australia nordorientale. Un secondo tipo è quello di una piattaforma corallina rialzata, che è in genere un po' più grande. Ne sono esempi Banaba e Makatea nel gruppo di Tuamotu nella Polinesia francese.

### Isole
Le Isole del Pacifico sono un gruppo di 20-30 000 isole dell'Oceano Pacifico, appartenenti a vari stati continentali dell'Oceania e non. Quelle situate a sud del Tropico del Cancro sono tradizionalmente raggruppate in tre divisioni: Melanesia, Micronesia e Polinesia.

### Geologia
La linea dell'Andesite è la principale caratteristica geologica del Pacifico. Separa le rocce profonde e ignee del bacino del Pacifico centrale, per lo più basiche, dalle zone continentali parzialmente sommerse composte da rocce ignee acide.
La linea dell'Andesite segue il bordo occidentale delle isole al largo della California e passa a sud delle isole Aleutine, lungo il bordo est della penisola della Kamčatka, le isole Kurili, il Giappone, le isole Marianne, le isole Salomone e la Nuova Zelanda. La discontinuità prosegue di profonde fosse, come la fossa delle Marianne e la fossa delle Filippine. La maggior parte delle fosse profonde si trova accanto ai margini della larga piattaforma continentale del Pacifico occidentale.
Lungo il margine orientale del bacino del Pacifico si trova il rialzo del Pacifico orientale, che è parte del sistema mondiale di dorsali sottomarine. In direzione nordest lungo il bordo occidentale della cordigliera degli Albatros dal Sudamerica al Messico, ritornando alle isole al largo della California. Tutte le estensioni orientali dei continenti dell'Asia e dell'Australia (Indonesia, Filippine, Giappone, Nuova Guinea, Nuova Zelanda) si trovano fuori dalla linea dell'Andesite.
Lungo l'anello chiuso della linea dell'Andesite si trovano la maggior parte delle fosse profonde, delle montagne vulcaniche sottomarine, e delle isole oceaniche vulcaniche che caratterizzano il bacino del Pacifico centrale. È qui che le lave basaltiche scorrono lentamente dalle fratture per formare enormi montagne vulcaniche a forma di cupola, la cui sommità erosa forma isole in archi, catene e gruppi. Fuori dalla linea dell'Andesite, i fenomeni vulcanici sono invece di tipo esplosivo, e la cosiddetta cintura di fuoco ha la maggior concentrazione mondiale di vulcani esplosivi.

### Sismologia
L'esploratore portoghese Ferdinando Magellano chiamò questo oceano "Pacifico" a causa del mare molto calmo che trovò durante la sua traversata dallo stretto di Magellano fino alle Filippine. Ma l'oceano non è sempre fedele al suo nome. Molti tifoni e uragani tormentano le isole del pacifico, e le terre che lo circondano sono piene di vulcani e spesso scosse da terremoti. I maremoti, causati da terremoti sottomarini, hanno devastato molte isole e cancellato intere città. Inoltre, dato che l'oceano Pacifico è una massa d'acqua uniforme senza alcuna isola o arcipelago di rilievo fra le sue coste orientali (Stati Uniti, Canada, Messico, America centrale, Colombia, Ecuador, Perù e Cile) e quelle occidentali (Federazione Russa, Giappone, Cina, Sud-est Asiatico, Indonesia, Nuova Guinea, Australia e Nuova Zelanda), gli effetti delle onde anomale causate dallo spostamento di faglie sottomarine sulla cintura di fuoco sono accentuati e permettono a onde anche di grosse dimensioni di propagarsi ad alte velocità per migliaia di chilometri, causando spesso ingenti danni a città, porti e imbarcazioni ormeggiate.

### Clima
Solo le zone più interne delle masse terrestri dell'Australia, della Nuova Guinea e della Nuova Zelanda evitano l'influenza climatica del Pacifico perciò il clima e uguale a quello delle regioni. Esistono cinque differenti regioni climatiche: la zona ovest, the trades, la regione dei monsoni, la regione dei tifoni, e la zona di convergenza intertropicale. A latitudini intermedie, sia a nord sia a sud, flussi d'aria che si spostano verso ovest portano grandi variazioni stagionali di temperatura. Più vicino all'equatore, dove si trovano la maggior parte delle isole, venti stabili permettono di avere temperature relativamente costanti tutto l'anno, tra 21 °C e 27 °C.
La regione dei monsoni si trova nel Pacifico occidentale, tra il Giappone e l'Australia. La caratteristica di questa regione climatica è costituita da venti che soffiano dall'interno del continente verso l'oceano in inverno e in direzione opposta d'estate. A causa di questo comportamento, la copertura nuvolosa e le precipitazioni sono molto influenzate dalla stagione. I tifoni causano spesso estesi danni nelle parti occidentali e sudoccidentali del Pacifico. Anche se meno definite rispetto alle altre, due grandi aree di bonaccia si estendono nell'oceano, una al largo delle coste occidentali dell'America centrale, e l'altra nelle acque equatoriali del Pacifico occidentale. Entrambe si distinguono per la loro alta umidità, notevole copertura nuvolosa, deboli venti e frequenti bonacce.

### Linea del cambio di data
L'oceano Pacifico è attraversato dalla Linea internazionale del cambio di data, per cui le navi e gli aerei che lo attraversano si trovano a dover modificare la data corrente solcando tale linea. Più precisamente, viaggiando dall'Asia verso l'America, si deve contare la stessa data due volte, mentre viaggiando in direzione opposta bisogna saltare un giorno.

## Storia
In tempi preistorici vi furono importanti migrazioni umane nel Pacifico, prima tra tutte quella dei popoli polinesiani da Tahiti fino alle Hawaii e la Nuova Zelanda. L'oceano fu visto per la prima volta dagli europei all'inizio del XVI secolo, prima da Vasco Núñez de Balboa (1513) e poi da Ferdinando Magellano, che attraversò il Pacifico durante la sua circumnavigazione (1519-22). Per il resto del XVI secolo, l'esplorazione fu condotta principalmente dalla Spagna, con navi che raggiungevano le Filippine, la Nuova Guinea e le isole Solomon. Durante il XVII secolo la scena fu dominata dagli olandesi; Abel Janszoon Tasman scoprì nel 1642 la Tasmania e la Nuova Zelanda. Il XVIII secolo vide l'esplorazione russa in Alaska e nelle isole Aleutine, i francesi in Polinesia e gli inglesi con tre viaggi del capitano James Cook.
L'imperialismo crescente del XIX secolo risultò nell'occupazione della maggior parte del Pacifico da parte delle potenze occidentali. La nave esploratrice HMS Beagle portò importanti contributi scientifici negli anni 1830, con a bordo Charles Darwin. Un'altra nave famosa fu la HMS Challenger. Anche se gli Stati Uniti presero le Filippine nel 1898, nel 1914 il Giappone controllava la maggior parte del Pacifico occidentale, e occupò molte altre isole durante la seconda guerra mondiale. Alla fine della guerra, l'oceano era dominato dalla marina militare americana.

## Economia
Il Pacifico comprende diciassette Stati indipendenti: Australia, Figi, Giappone, Kiribati, le isole Marshall, Micronesia, Nauru, Nuova Zelanda, Palau, Papua Nuova Guinea, Filippine, Samoa, le isole Salomone, Taiwan (disputata dalla Repubblica Cinese), Tonga, Tuvalu e Vanuatu. Undici di questi Stati sono totalmente indipendenti solo dal 1960. Le isole Marianne del Nord hanno un proprio governo, ma dipendono dagli Stati Uniti per la politica estera, e le isole Cook e Niue hanno una relazione simile con la Nuova Zelanda. Inoltre nel Pacifico si trova lo Stato americano delle Hawaii e numerosi territori e possedimenti di Australia, Cile, Francia, Giappone, Nuova Zelanda, Gran Bretagna e Stati Uniti.

### Territori e nazioni confinanti
- Australia
- Brunei
- Cambogia
- Canada
- Cile
- Cina
- Taiwan
- Colombia
- Isole Cook
- Costa Rica
- El Salvador
- Ecuador
- Figi
- Filippine
- Guam
- Guatemala
- Hawaii
- Honduras
- Hong Kong
- Indonesia
- Giappone
- Kiribati
- Corea del Nord
- Corea del Sud
- Macao
- Malaysia
- Isole Marshall
- Messico
- Micronesia
- Nauru
- Nuova Caledonia
- Nuova Zelanda
- Nicaragua
- Niue
- Isole Marianne Settentrionali
- Palau
- Panama
- Papua Nuova Guinea
- Perù
- Polinesia francese
- Isole Pitcairn
- Russia
- Samoa
- Samoa Americane
- Singapore
- Isole Salomone
- Thailandia
- Timor Est
- Tokelau
- Tonga
- Tuvalu
- Stati Uniti
- Vanuatu
- Vietnam
- Wallis e Futuna

### Maggiori porti
- Acapulco, Guerrero, Messico
- Anchorage (Alaska), Stati Uniti
- Antofagasta, Cile
- Arica, Cile
- Auckland, Nuova Zelanda
- Bacolod City, Filippine
- Bangkok, Thailandia
- Batangas, Filippine
- Betio, Kiribati
- Bluff, Nuova Zelanda
- Brisbane, Queensland, Australia
- Buenaventura, Colombia
- Busan, Corea del Sud
- Cabo San Lucas, Baja California Sur, Messico
- Cagayan de Oro City, Filippine
- Callao, Perù
- Cebu City, Filippine
- Chongjin, Corea del Nord
- Dalian, Cina
- Danang, Vietnam
- Davao City, Filippine
- Ensenada, Messico
- Esmeraldas, Ecuador
- Guayaquil, Ecuador
- Haiphong, Vietnam
- Hong Kong, Cina
- Honolulu (Hawaii), Stati Uniti
- Incheon, Corea del Sud
- Iloilo, Filippine
- Iquique, Cile
- Jayapura, Indonesia
- Kaohsiung, Taiwan
- Kitimat, Canada
- Keelung, Taiwan
- Kōbe, Giappone
- Kuala Terengganu, Malaysia
- Laem Chabang, Thailandia
- Lyttelton Nuova Zelanda
- Long Beach (California), Stati Uniti
- Los Angeles (California), Stati Uniti
- Manta, Ecuador
- Manzanillo, Messico
- Mazatlán, Sinaloa, Messico
- Melbourne, Victoria, Australia
- Manila, Filippine
- Nampho, Corea del Nord
- Newcastle, New South Wales, Australia
- Oakland, Stati Uniti
- Panama, Panama
- Portland (Oregon), Stati Uniti
- Portoviejo, Ecuador
- Prince Rupert, Canada
- Puerto Chacabuco, Cile
- Puerto Montt, Cile
- Puerto Vallarta, Jalisco, Messico
- Pyeongtaek, Corea del Sud
- Qingdao, Cina
- Saigon, Vietnam
- San Antonio, Cile
- San Diego (California), Stati Uniti
- San Francisco (California), Stati Uniti
- Seattle (Washington), Stati Uniti
- Shanghai, Cina
- Shenzhen, Cina
- Singapore
- Songkhla, Thailandia
- Sydney, New South Wales, Australia
- Tacoma (Washington), Stati Uniti
- Taichung, Taiwan
- Talcahuano, Cile
- Tauranga, Nuova Zelanda
- Tianjin, Cina
- Tijuana, Baja California, Messico
- Tokyo, Giappone
- Tumaco, Colombia
- Valparaíso, Cile
- Vancouver, British Columbia, Canada
- Victoria, Canada
- Vladivostok, Russia
- Wollongong, New South Wales, Australia
- Xiamen, Cina
- Yantai, Cina
- Yokohama, Giappone
- Zamboanga, Filippine

### Risorse
Lo sfruttamento delle risorse minerarie del Pacifico è ostacolato dalle grandi profondità dell'oceano. Nelle acque basse al largo delle coste australiane e neozelandesi, vengono estratti gas naturale e petrolio, mentre le perle vengono raccolte o coltivate lungo le coste di Australia, Giappone, Nuova Guinea, Nicaragua, Panama e Filippine, anche se si tratta di un'industria in declino. La risorsa maggiore del Pacifico sono i suoi pesci. Le acque costiere dei continenti e delle isole più temperate forniscono salmoni, sardine, pesce spada e tonno, più numerosi crostacei. Nel 1986, gli Stati che fanno parte del Forum del Sud Pacifico hanno dichiarato l'area libera dal nucleare, nel tentativo di fermare gli esperimenti nucleari e di prevenire lo stoccaggio delle scorie nucleari nel Pacifico. Il 2 aprile 2018, la sonda spaziale cinese Tiangong 1 si schiantò sull'oceano alle ore 2:16 di notte (ora italiana), creando scalpore in tutto il mondo.